# 西南科技大学
31°32′15″N 104°41′31″E / 31.5376°N 104.6920°E

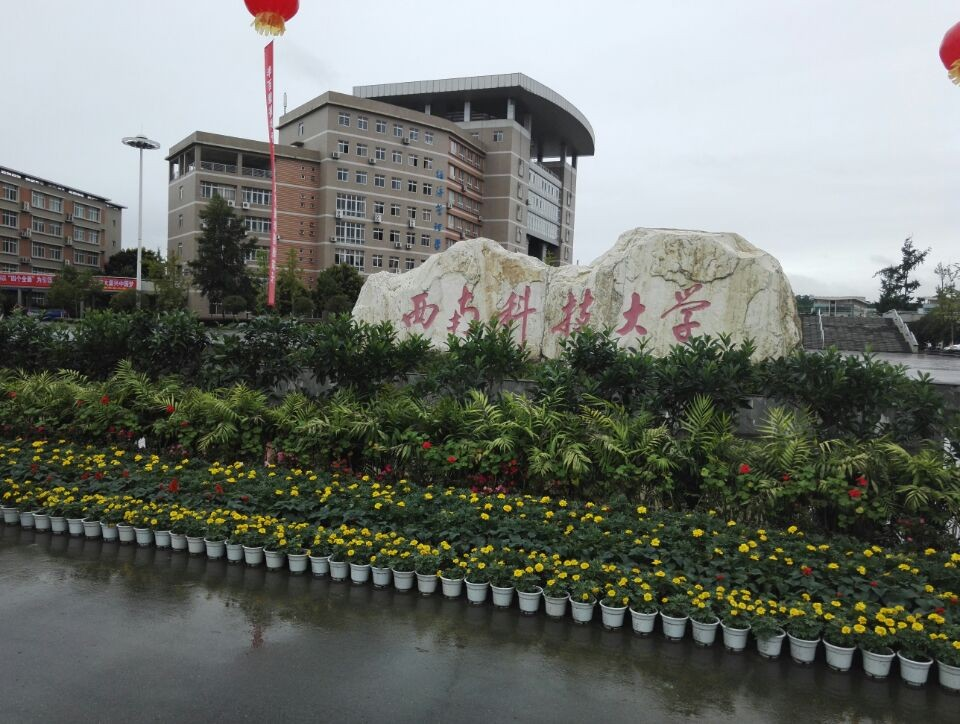
东门

西南科技大学是一所位于中华人民共和国四川省绵阳市的全日制公立本科院校。学校是四川省人民政府与教育部共建高校，四川省人民政府与国家国防科技工业局共建高校，被教育部确定为国家重点建设的西部14所高校之一。

## 历史沿革
1965年，清华大学在绵阳建立分校:31。1979年3月，清华大学绵阳分校按主管机关之要求返回北京，分校原址和设施、工厂、设备移交给四川省高教局。高教局决定将资产和校址划拨四川建筑材料工业学院:32。
1993年8月，四川建筑材料工业学院改名西南工学院。2000年，在兼并绵阳经济技术高等专科学校后，西南工学院改名为西南科技大学。
2010年，西南科技大学成为四川省与中华人民共和国教育共建高校。
2012年，西南科技大学入选教育部第二批卓越工程师教育培养计划高校。
2016年6月，四川省人民政府与国防科工局在“十三五”期间继续共建西南科技大学。同年，被确定为四川省全面创新改革试验10所定点联系高校之一。
2021年2月6日，西南科技大学发起成立世界钙华自然遗产研究与保护联盟。

## 学院设置
- 信息工程学院
- 环境与资源学院
- 材料科学与工程学院
- 制造科学与工程学院
- 土木工程与建筑学院
- 生命科学与工程学院/农学院
- 计算机科学与技术学院
- 国防科技学院
- 理学院
- 经济管理学院
- 法学院
- 文学与艺术学院
- 外国语学院
- 马克思主义学院
- 体育与健康学院
- 应用技术学院

分部学院
- 网络教育学院
- 成人教育学院
- 长虹信息学院
- 应用技术学院[3]（是一个专科学院，位于西山校区）

下辖独立学院：
西南科技大学城市学院（独立学院）

## 脚注
1. 1 2  四川省地方志编纂委员会. . 中国北京市: 方志出版社. 2000年. ISBN 9787801225498.
2. ↑  . 中华人民共和国教育部. 2000-08-23  [2024-04-03].
3. ↑  .   [2015-05-06]. （原始内容存档于2014-08-26）.
4. ↑  .   [2018-09-22]. （原始内容存档于2010-10-06）.